# Naja philippinensis
Naja philippinensis, també coneguda com a "Cobra filipina", és una espècie de serp del gènere Naja, de la família Elapidae.

## Troballa i distribució
La serp va ser descrita per primera vegada per l'herpetòleg nord-americà Edward Harrison Taylor, l'any 1922, i és endèmica de les Filipines trobant-se a les illes de Luzon, Mindoro, Catanduanes i Masbate i encara que pendent de verificació podria haver-hi exemplars a les illes Calamianes i a l'illa de Palawan.

## Hàbitat i característiques
Es tracta d'una espècie de serp verinosa i de comportament agressiu que habita en la jungla densa i en camps oberts; és una cobra que pot arribar a mesurar fins a 2 metres i que s'alimenta de granotes, sargantanes, ocells i petits mamífers.